# Samobójstwa w Demminie

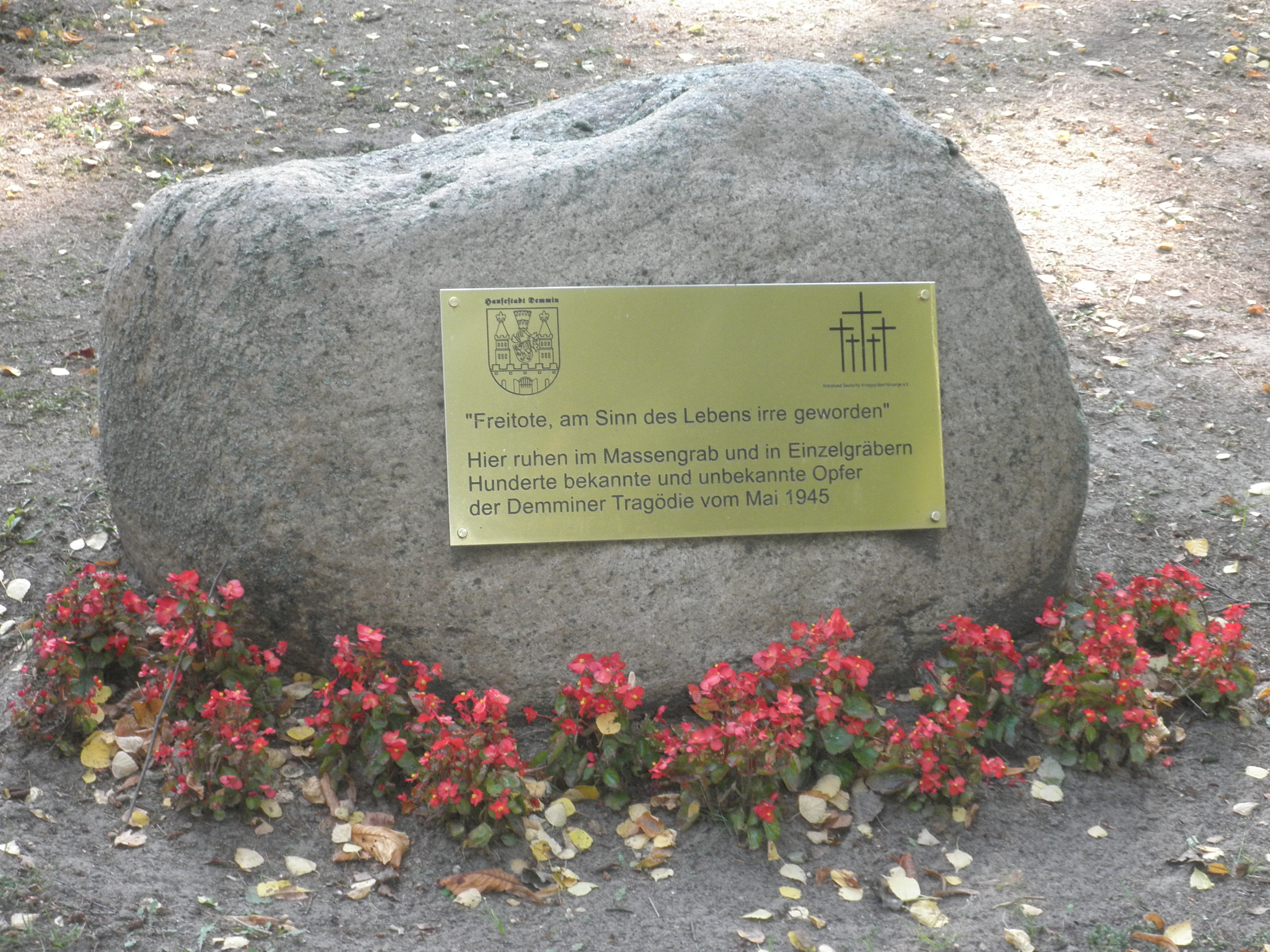
Głaz w Demminie upamiętniający samobójców z 1945

Samobójstwa w Demminie – przypadki masowych samobójstw w Demminie w niemieckiej Meklemburgii-Przedpomorzu w 1945 r., w czasie II wojny światowej. Miasto zostało zdobyte 30 kwietnia 1945 r. przez jednostki Armii Czerwonej, jednak po wysadzeniu mostów przez wycofujące się wojska niemieckie miasto zostało odcięte od świata, gdyż z trzech stron otaczały je wody: Piany, Tollense i Trebel. W związku z brakiem możliwości ucieczki, od 700 do 1000 Niemców popełniło samobójstwo z obawy przed czerwonoarmistami i zbrodniami, które mogli oni popełnić. Popełniały je głównie kobiety (miejscowe i uciekinierki), zabijając również dzieci. Masowe samobójstwa były skutkiem niemieckiej państwowej propagandy, która od dawna przedstawiała bolszewików jako dzikich i okrutnych (m.in. nagłaśniając zbrodnię w Nemmersdorfie z 12 października 1944 r.), a dodatkowo podsycane przez relacje obecnych w mieście uciekinierów z terenów położonych dalej na wschód. Samobójstwa w Demminie stanowią jeden z przykładów zbiorowych samobójstw popełnianych w 1945 r. w nazistowskich Niemczech.